# 日産チェリー岩手販売
日産チェリー岩手販売株式会社（にっさんチェリーいわてはんばい）は、岩手県盛岡市に本社を置く日産自動車の販売会社である。

## 沿革
- 1970年 - 「日産チェリー岩手販売株式会社」設立。

## 概要
- かつて、チェリー（後にパルサーに車名変更）を中心に取扱う日産・チェリー店が、1970年10月をもって自社ブランドの軽自動車コニーの生産販売から撤退した日産自動車グループの愛知機械工業の販売系列であったコニー店の大半がチェリー店に鞍替えして「日産コニー○○販売」から「日産チェリー○○販売」に社名変更されて日本国内の各地に展開されていたが、その後、1980年代後半にチェリー店の取扱車種がプリンス店と共通化されて、全国各地の大半のチェリー店が同じ地域のプリンス店との合併・統合が相次いだために現存する唯一のチェリー店系列の販売会社である。
- なお同社は資本面などの関係などから、同じレッドステージ系の日産プリンス岩手販売が日産サティオ岩手を吸収合併をする際、同社が合併参加に同意しなかったことなどが挙げられる。

## 拠点
- 盛岡北店（盛岡市）
- 盛岡南店（盛岡市）
- 花巻店（花巻市）
- 北上店（北上市）
- 水沢店（奥州市）
- 一関店（西磐井郡平泉町）
- 宮古店（宮古市）

## 岩手県内の他の日産車販売店
- 岩手日産自動車
- 盛岡日産モーター
- 日産プリンス岩手販売